# Avenue de la Clairière
L'avenue de la Clairière (en néerlandais: Bospleinlaan), qui sépare deux hameaux historiques de Uccle — Langeveld et Vert Chasseur, est une avenue en forêt de Soignes.

## Situation
Elle démarre à la hauteur de l'angle de l'ambassade de Thaïlande qui se trouve chaussée de Waterloo.